# Манол Велев (бизнесмен)
Вижте пояснителната страница за други личности с името Манол Велев.
Манол Йорданов Велев (9 септември 1959 – 25 март 2022) е български бизнесмен, участващ в близо 20 фирми и сдружения. От 1986 г. съпруг на Весела Лечева, бивш председател на Държавната агенция за младежта и спорта (ДАМС). След като бива прострелян в главата остава в кома за 14 години до смъртта си на 25 март 2022 г.

## Биография

### Образование и младост
Завършил е Националната спортна академия. Състезател по мотокрос.
Кмет-наместник на кв. „Горубляне“.

## Бизнес
Започва бизнеса като наемател на общинско кафене. По това време е на 27 години. През 1984 г. Манол Велев, или Мони, както го знаят всички от РСВ – „Ресторанти и спални вагони“, работи като сервитьор в кафе-аперитив „Интер“ в сградата на Централна гара София, до големия ресторант „Лукс“.
Според информационната система „Дакси“ Манол Велев участва в управлението на „Марти-М – Манол Велев“, сдружение „Футболен клуб Вихър“, „Истър-ССМ“ – АД, сдружение „ТК ВВВ-про тенис“, „Бърт билдинг“, „Мартимор“, „Ная инвест“, сдружение „България завинаги“, „Дакс медия“, Невекс лизинг“, сдружение „Спортен мотоклуб – мотошмиц рейсинг“, „Булгаз системс“, „Крииейтив пропъртис“, „Ресторанти и специализирани вагони“. Като собственик участва в „Липник трейдинг“, „Марти – М. Манол Велев“, „Ная инвест“, „Дакс-медия“, „Корект транс“, „Невекс лизинг“, „СМ-5“, „Интер пул“ (прекратила дейността си), „Бърт билдинг“, „Профита“, „МРК“, „Мартимор“, „Булгаз системс“ и „Илиянци строй груп“.

### Хотелиерство, ресторантьорство, туризъм
С народния представител Румен Ангелов Велев е съдружник във фирмата „Интер – Пул“, бивша „Евро – Пул“, която управлява няколко хотела.
Манол Велев държи няколко заведения чрез фирмите „Рама“ и „Максбол билярд къмпани“, където е заедно с Румен Ангелов.
Велев е едноличен собственик на ЕТ „Марти-М-Манол Велев“, която движи ресторантите му.
В края на декември 2000 г. медиите съобщават, че Манол Велев строи ВИП база за ловен и риболовен туризъм край резервата „Кастракли“. Теренът е закупен от бившето АПК.
През май 2007 г. в. „Експрес“ обявява, че Велев и съдружникът му Анастасиос Петкос са сключили договор за концесия на 16 хиляди декара от крайбрежието на полуостров Ситония-Халкидики за 16 години. Освен плажната ивица двамата взели под аренда и част от гората, за да правят супермодерно ваканционно селище, тенис кортове и развлекателни заведения. Имотът е собственост на Зографския монастир в Света гора-Атон, а сключването на договора-концесия се случва около месец след посещението на вътрешния министър Румен Петков при зографските братя. В делегацията на министъра бил включен и Велев.
Манол Велев е собственик и на малък язовир до село Борино.

### Бизнес в сферата на хазарта
Собственик на казина в София и едно във Варна – казиното в хотел „Черно море“. Фирмата му „Корект транс“ ООД държи хотел „Плиска“, в което също има казино. По-късно хотелът е продаден на Химимпорт. За известен период „Корект транс“ ООД държи и маршрутни линии с номера 15, 23 и 26 в София.

### Участие в търговията на едро
Негова собственост е търговски център „Илиенци-2“. „Търговски център Илиянци 2002“ ООД е построен на площ от над 5 хил. m², а застроената е над 2 хил. m². Инвестицията е на стойност 4 милиона лева.
Велев взима терена през 2002 г. с намерението да го развие като алтернативно тържище, но след две години установява, че е на загуба. Около базата в съседство с другия търговски център, познат от години, се разиграват батални сцени. Хората на Манол Велев и тогавашните собственици на тържището „Илиянци“ – братята Кирил и Георги Домусчиеви, спорят за паркоместа, тротоари, колонки.
През декември 2005 г. Велев получава предложение да продаде търговския център. Кандидат-купувачи са новите собственици на „Илиянци“ руснаците Паата Гамгонеишвили, Роланд Исаев и Йосиф Блаошвили. Продавачът и купувачите се разбират за разсрочено плащане, което би трябвало да продължава до 2007 г.
Неофициално се твърди, че Манол Велев има участие в строителството на комплекс „Макси“ на столичното „Симеоновско шосе“.

### Търговия с горива
Велев е едноличен собственик и управител на „Мартимор“ ЕООД, което се занимава с търговия на едро с твърди, течни и газообразни горива и продукти. Прокурист е Валентин Асенов Ковачев.
Простреляният участва с основен дял от 80% и е председател на „Булгаз Системс“ АД. Дружеството е с предмет на дейност  разпределение и търговия на газообразни горива.

### Строителен бизнес
Велев е управител на строителното дружество „Криейтив пропъртис“ ООД. По една трета в него държат фирмите „БиТу Би“, „Епос“ и „Рея“.

### Производство на каросерии
Манол Велев участва в управлението на „Истър-ССМ“ АД, като представител на „Корект Транс“ ООД. Дружеството е с предмет на дейност производство на каросерии за автомобили, ремаркета и полуремаркета.

### Бизнес в медиите
Чрез фирмата си „Дакс медия“ бизнесменът издава списанията „Бела“ и „Аз“. Той е собственик и на радио „Спорт“, което основава през 2001 г. Помещенията на радиото се намират в сектор „В“ на Националния стадион „Васил Левски“. През 2004 г. обаче стопанинът на стадиона – „Национална спортна база“ ЕАД в лицето на директора си Марио Примджанов, ги запечатва под предлог, че не са плащани наемите. Радио „Спорт“ се премества в хотел „Плиска“, но скоро след това е закрито.
По това време се задълбочава конфликтът между него, съпругата му Весела Лечева и Васил Божков, от една страна, и Васил Иванов-Лучано и бившата шефка на тотото Ирена Кръстева, от друга. В края на 2005 г. радио „Спорт“ е преименувано на „Енерджи“. Наемодателят на радиото е Националната спортна база, която се намира на подчинение на ДАМС, чийто председател е Лечева.
През 2006 г. фирмата на Манол Велев „Дакс медия“ откупува от вестник „Футбол“ и издателска къща „Старт“ правата да организира анкетата „Футболист на годината“ за 5 години.

## Скандали

### Приватизацията на „Черноморски солници“
През 1997 г. чрез фирмата си „Мартимор“ влиза в държавното предприятие „Черноморски солници“ – Бургас, където придобива дял от 33 процента. Директор на „Черноморски солници“ по време на правителството на БСП е Костадин Буковски. Една година по-късно, през февруари 1998 г., той е задържан в столичното Първо РПУ за измама. Обвиняват го, че е задигнал от наивни граждани 60 000 долара. Приватизацията на „Черноморски солници“ е подготвена от Буковски, а е разрешена от бившия министър Любомир Дачев в нарушение на Закона за приватизация. Оспорена е от министъра на промишлеността в правителството на СДС Александър Божков.
Александър Божков обявява: „Съдът може да реши, че сделката за „Черноморски солници“ е законна, но това няма да промени факта, че тя е неизгодна за държавата и че някой е подарил на Манол Велев „Черноморски солници“ за 20 млн. лв. и 1 багер втора употреба“.
След създаването на АД-то държавата запазва 33% от капитала. Другите двама акционери – „Мартимор“ и американската „Де Ен Ен“ добиват също по около 33%. „Де Ен Ен“ не внася апортните вноски. Според договора те трябва да се поемат от другия акционер. Така на практика „Мартимор“ започва да се разпорежда с около 67% от капитала.
Позицията на изпълнителния директор на „Черноморски солници“ Иван Камбалов е, че заводът осигурява 4% от консумацията на сол в България, следователно не е монополист.

### Източване на БДЖ
Велев се включва в източването на БДЖ в края на 90-те години. Тогава той е замесен в т. нар. „горивна схема“, като участва в препродаването на черния пазар на хиляди тонове нафта, купени за нуждите на железниците.
През 2003 г. Манол Велев прави големия си удар – успява да приватизира напълно дружеството „Ресторанти и спални вагони“ АД, което притежава 250 търговски обекта, складови помещения и административни сгради. За периода 2003 – 2007 г. Велев успява да изтъргува над 200 апетитни търговски и складови помещения чрез фиктивни договори за отдаване под наем. Това източване на БДЖ е на стойност над 200 милиона лева.

### Горски фонд в Пампорово
През март 2003 г. Върховният административен съд обявява за нищожни две заповеди на бившия земеделски министър Венцеслав Върбанов, свързани с ощетяване на държавните лесничейства в Област Смолян. Едната е за неравностойна замяна на етаж от административна сграда в Хвойна. С втората заповед е извършена замяна на 3.666 дка гора от Проглед с 1.922 дка от горски фонд в Пампорово в полза на собственика Манол Велев.

## Участие в организации
Манол Велев е член на Надзорния съвет на Националния осигурителен институт от квотата на работодателите. В НОИ Велев представлява Българския съюз на частните предприемачи „Възраждане“, на който е и председател от 17 март 2006 г. (В съюза заедно са Васил Божков – Черепа, червеният депутат Добромир Гущеров, гл. редактор на „Труд“ Тошо Тошев, собственикът на Дарик радио Радосвет Радев, вицепрезидентът на „Мултигруп“ Стоян Денчев и други. Във „Възраждане“ членуват също Емил Кюлев и Илия Павлов.)

## Ангажименти в спорта
Той е президент на футболен клуб ПФК Вихър (Горубляне), впоследствие обединил се с Академик (София). Манол Велев е президент и на ПФК Академик София.
Негово хоби е тенисът. През есента на 2002 г. Велев влиза в управата на клуб „BBB Pro Tennis“ с президент Пламен Минчев.
През 2001 г. Велев основава Българска федерация по боулинг, която измества съществуващата федерация по кегли, развивала дотогава боулинга в България. През 2004 г. ощетената федерация успява да осъди на всички инстанции спортното министерство, което е дало лиценз на БФБоулинг, но в нарушение на законите Велев запазва лиценза за себе си.
Велев участва и в сдружение „Спортен мотоклуб – мотошмиц рейсинг“.
Заедно с Иван Славков и съпругата си Весела Лечева работи по проект за Музей на спортната слава.

## Благотворителност
Манол Велев има и фондация – „Деца и здраве“. Нейният офис е в хотел „Плиска“, който се държи от фирмата му „Корект Транс“. На 27 юни 2004 г. изпълнителният директор на „Пирогов“ д-р Спас Спасков и съпругата на тогавашния американски посланик Кати Пардю са сред гостите на коктейл, който фондацията дава в ресторанта на хотел „Плиска“, фондацията е българо-американска и неин председател е Боби Пейдж. Първата проява на организацията, в която участват Весела Лечева и Манол Велев, е за събиране на средства и подпомагане на децата с нарушено зрение от столичното училище „Луи Брайл“. Помощи са отделени и за дома за сираци „Вяра, Надежда и Любов“.

## Дарения в политиката
Велев е сред крупните спонсори на Българска социалистическа партия. За кампанията на Георги Първанов в президентските избори през 2006 г. „ДАКС-медия“, 90% от която са на Манол Велев, е дарила сумата от 25 000 лв. Търговски център „Илиянци“, в който Велев е съдружник, е дарил още 25 000 лв. Данните са от отчета на инициативния комитет пред Сметната палата. Велев е дарил и 10 000 лева на БСП, става ясно от финансовия отчет на партията за 2006 г.

## Прострелване, кома и смърт
На 11 юли 2007 г. Велев е прострелян в главата пред входа на жилищна кооперация на ул. „Мизия“ 3 в София, където е разположен офисът му.  Премиерът Сергей Станишев осъжда покушението, определяйки го като „нахално покушение от страна на организираната престъпност“.
Манол Велев остава в кома до смъртта си на 62 години на 25 март 2022 г.
Известно време преди смъртта му Цветомир и Боян Найденови, бивши бизнес партньори на хазартния бос и предприемач Васил Божков, споменават в интервю, че той им е признал, че е поръчал убийството на Манол Велев. Впоследствие Божков отрича това твърдение в интервю с Генка Шикерова. 